# The Love of Princess Olga
The Love of Princess Olga è un cortometraggio muto del 1917 diretto da Otis Thayer. Prodotto dalla Selig Polyscope Company, aveva come interpreti Frederick Eckhart, Casson Ferguson, Louiszita Valentine.

## Produzione
Il film fu prodotto dalla Selig Polyscope Company.

## Distribuzione
Distribuito dalla General Film Company, il film - un cortometraggio in una bobina - uscì nelle sale cinematografiche statunitensi nel giugno 1917.